# 2838 Takase
2838 Takase је астероид главног астероидног појаса чија средња удаљеност од Сунца износи 2,340 астрономских јединица (АЈ).
Апсолутна магнитуда астероида је 14,6.